# Cry Wolf (Cry Wolf)
Cry Wolf è il primo album dei Cry Wolf, uscito nel 1989 per l'Etichetta discografica Epic/Sony Records.

## Tracce
1. West Wind Blows
2. It Ain't Enough
3. Pretender
4. I Am The Walrus (Beatles cover)
5. Red Shoes
6. Stop, Look & Listen
7. Face Down In The Wishing Well
8. Wings
9. Long Hard Road
10. Back To You

## Formazione
- Timmy Hall - voce
- Steve McKnight - chitarra
- Phil Deckard - basso
- Paul Cancilla - batteria